# As Somozas
As Somozas és un municipi de la província de la Corunya a Galícia. Pertany a la Comarca de Ferrol.
| 3.801 | 3.934 | 3.962 | 2.004 | 1.403 |
| Fonts: INE i IGE (Els criteris de registre censal variaren i les dades de l'INE i de l'IGE poden no coincidir.) |       |       |       |       |

## Parròquies
- As Enchousas (San Pedro)
- Recemel (Santa María)
- Seixas (Santa María)
- As Somozas (Santiago Seré)

## Esport
- Unión Deportiva Somozas, equip de futbol.